# Uroš Kraigher

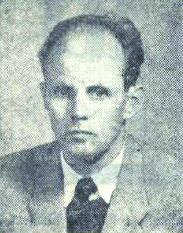
Uroš Kraigher

Uroš Kraigher (ur. 21 czerwca 1909 w Gradišču v Slovenskih goricah, zm. 31 marca 1984 w Lublanie) – słoweński publicysta, tłumacz i redaktor.

## Życiorys
Był synem Alojza Kraighera, słoweńskiego pisarza i lekarza. Uroš Kraigher ukończył slawistykę na Wydziale Humanistycznym Uniwersytetu w Lublanie w 1934 roku. Kontynuował studia w Polsce. Po II wojnie światowej był doradcą w Ambasadzie Jugosławii w Warszawie. Od 1955 do 1973 roku był redaktorem w wydawnictwie Mladinska knjiga, gdzie zajmował się seriami wydawniczymi Kozmos, Kultura i Kondor. W ramach tej ostatniej zredagował ponad 200 pozycji. Tłumaczył z języka polskiego, zwłaszcza utwory Sławomira Mrożka i Jana Kotta.

## Publikacje
- Jerzy Andrzejewski, Sodobnost (1963-), 1964, letnik 12, številka 1,
- France Bevk, Kaplan Martin Čedermac, autor słowa wstępnego Uroš Kraigher, Ljubljana, Mladinska knjiga, 1961, 1965, 1977.

## Tłumaczenia z języka polskiego
- Irena Jurgielewiczowa, Avtostopar / Autostopowicz, Ljubljana, Mladinska knjiga, 1976.
- Marek Hłasko, Srečanja / Spotkania, Naša sodobnost, 1958, letnik 60, numer 8-9.
- Jan Kott, Eseji o Shakespearu / Eseje o Szekspirze, Ljubljana, Državna založba Slovenije, 1964.
- Sławomir Mrożek, Tango. Dramsko delo v treh dejanjih. / Tango. Dramat w trzech aktach, Triest, Stalno slovensko gledališče, 1980.
- Sławomir Mrożek, Pomlad na Poljskem / Wiosna w Polsce, Ljubljana, Prešernova družba, 1961.
- Sławomir Mrożek, Policaji / Policjanci, Ljubljana, Prosvetni servis, 1965.
- Janina Porazińska, Hankina igla / Igła Hanki, Ljubljana, Mladinska knjiga, 1959.
- Eugeniusz Rybka, Nikolaj Kopernik / Mikołaj Kopernik, Ljubljana, Državna založba Slovenije, 1974.
- Jan Kott, Veliki mehanizem / Wielki mechanizm, Gledališki list SNG Drama, styczeń 1994.
- Stanisław Lem, Mesečna noč: radijska igra / Noc Księżycowa, Ljubljana, Radiotelevizija, 1979.